# Mercedes-Benz Tourino
Der Tourino (Typenbezeichnung: O 510, Baureihe 444) war ein Reisebus der Marke Mercedes-Benz, der seit 2003 produziert wurde. Mit einer Länge von 9,35 Meter und einer Breite von 2,40 Meter ist er größenmäßig zwischen dem Minibus Sprinter Travel und den herkömmlichen Reisebussen Travego und Tourismo angesiedelt. Er wurde vom Mercedes-Benz Tourismo K abgelöst.
Er war, abhängig von der Ausstattung, mit 26 bis 34 Fahrgastsitzplätzen ausgestattet. Optional waren Küche und/oder WC erhältlich, die im Heck des Busses untergebracht waren. Ein Kofferraumvolumen von 4,93 Kubikmeter wird durch einen serienmäßigen Heckeinstieg erreicht.
Obwohl der Tourino direkt von Daimler bzw. EvoBus vermarktet wird, handelt es sich um eine Auftragsproduktion des portugiesischen Aufbauherstellers CaetanoBus. Die Fahrgestelle stammen aus dem EvoBus-Werk Sámano in Spanien.